# Лябуда, Герард
Ге́рард Лябу́да (пол. Gerard Labuda, 28 декабря 1916, деревня Новая Хута близ Картузов — 1 октября 2010, Познань) — польский историк-медиевист, специализировавшийся в истории кашубов; исследователь скандинавских и англосаксонских источников, относящихся к истории западных славян. Член Консультативного совета при председателе Государственного совета Польской Народной Республики. Ректор познанского Университета им. Адама Мицкевича в 1962—1965 годах. Жил в Познани.

## Биография
Начальное образование получил дома. Поступив в возрасте восьми лет в общеобразовательную 4-классную школу в Люзине, уже бегло писал и читал по-польски и по-немецки. После первого месяца обучения был переведён во второй, а через несколько недель — в третий класс. После окончания школы поступил в классическую гимназию Вейхерова. В 1936 году начал обучение на историческом факультете Университета имени Адама Мицкевича в Познани. Уже во время учёбы появились его первые исторические исследования — монография Лябуды о епископе Христиане, написанная в этот период, считается монументальным трудом польской историографии. В 1938 году Герард Лябуда занимался упорядочением архива великопольских законов о выборах в Хробеже (пол. Chroberz), а в 1938—1939 учебном году получил стипендию Лундского университета и обучался в Швеции.
Обучение прервалось с началом Второй мировой войны, однако Лябуда продолжил учёбу в подпольном Университете западных земель в Варшаве. Там в 1943 году он получил степень магистра за свою работу «Польша и поход крестоносцев на пруссов» (пол. Polska i krzyżacka misja w Prusach), написанную в 1937 году во время учёбы в Познани. Защитил докторскую диссертацию в 1944 году, также на основе предвоенной работы «Создание Магдебургского архиепископства и Познанского епископства в контексте восточной миссионерской политики» (пол. Założenia Arcybiskupstwa Magdeburskiego i Biskupstwa Poznańskiego na tle wschodniej polityki misyjnej).
В период оккупации работал бухгалтером немецкой администрации управления имуществом (нем. Liegenschaftverwaltung) Хробежа, а параллельно тайно преподавал историю средневековой Польши в филиале Университета западных земель в городе Кельце. Кроме того, тайно предоставлял польским исследователям доступ к архивам, доступным ему в силу официальной работы в немецкой администрации.
После войны работал в Познанском университете, активно участвуя в восстановлении библиотеки исторического факультета. В 1946 году получил степень хабилитированного доктора в результате защиты диссертации «Исследования о происхождении польского государства» (пол. Studia nad początkami państwa polskiego), по большей части написанной во время оккупации. В то же время периодически исполнял обязанности продекана гуманитарного отделения университета, однако в конце концов отказался от них по состоянию здоровья и чрезмерной загрузки работой.
С 1950 года — профессор Познанского университета им. Адама Мицкевича, с 1953 года также работает в Институте истории Польской академии наук во главе отдела истории Поморья. В 1962—1965 году был ректором Университета имени Адама Мицкевича. С 1964 года — член-корреспондент Польской академии наук, с 1968 года — действительный член ПАН, в 1972—1980 годах — председатель познанского отделения ПАН. В 1984—1989 годах — вице-президент, а в 1989—1994 годах — президент вновь образованной Польской академии знаний (пол. Polska Akademia Umiejętności), впоследствии — почётный президент. В 1972—1975 и 1980—1981 — председатель Познанского общества друзей науки (пол. Poznańskie Towarzystwo Przyjaciół Nauk).
В 1968 году двое сыновей Лябуды — студенты Университета им. А. Мицкевича — приняли участие в протестах против ввода советских войск в Чехословакию, что повлекло для Лябуды неприятные последствия. Он был вынужден покинуть Университет им. А. Мицкевича; тем не менее, ему было разрешено продолжить работу в Институте истории ПАН. Благодаря поддержке министра высшего образования Хенрика Яблоньского (пол. Henryk Jabłoński) Герарду Лябуде был оформлен бессрочный отпуск в Университете им. А. Мицкевича, что позволило ему формально сохранить должность профессора университета и, как следствие, руководить работой своего отдела и периодически преподавать, вплоть до выхода на пенсию в 1986 году.

## Награды и звания
Был награждён, между иными наградами, командорским крестом со звездой, командорским, офицерским и кавалерским крестом Ордена возрождения Польши, а также Орденом трудового знамени I степени.
Доктор honoris causa Гданьского университета (21 марта 1985), Университета Николая Коперника (19 февраля 1993), Ягеллонского университета (1995), Варшавского университета (19 ноября 1997) и Щецинского университета.
28 июня 1994 года ему было присвоено звание Почётного гражданина Гданьска, а 5 июля 2007 года — Почётного гражданина Щецина. В 2000 Герард Лябуда был награждён медалью «Palmae Universitatis Studiorum Posnaniensis».

## Избранные труды
- Studia nad początkami państwa polskiego, Краков, 1946.
- Państwo Samona, Краков, 1949.
- Słowiańszczyzna pierwotna, Варшава, 1954.
- Polska granica zachodnia. Tysiąc lat dziejów politycznych, 1970.
- Fragment dziejów Słowiańszczyzny Zachodniej, т. 1-3, Познань, 1960, 1964, 1975.
- Dzieje Zakonu Krzyżackiego w Prusach. Gospodarka-Społeczeństwo-Państwo-Ideologia (вместе с Марианом Бискупом), Гданьск, 1986.
- Studia nad początkami państwa polskiego (т. 1-2, 1987—1988),
- Pierwsze państwo polskie, Краков, 1989.
- Kaszubi i ich dzieje, Гданьск, 1996, ISBN 83-904950-9-0
- Mieszko I, Вроцлав, 2002.
- Historia Kaszubów w dziejach Pomorza, t. 1 Czasy średniowieczne, Гданьск, 2006.
- Korona i Infuła. Od Monarchii do poliarchii, Краков, 1996.
- Słowiańszczyzna starożytna i wczesnośredniowieczna, 2003.
- Mieszko II. Król Polski (1025—1034), Познань, 2008.
- Rozważania nad teorią i historią kultury i cywilizacji, Познань, 2008.

Всего опубликовал более 1600 книг и научных статей.